# Friedrich Leppmann
Friedrich Leppmann (* 4. August 1872 in Raudten; † 1952) war ein deutscher Psychiater, Neurologe und Gerichtsmediziner.

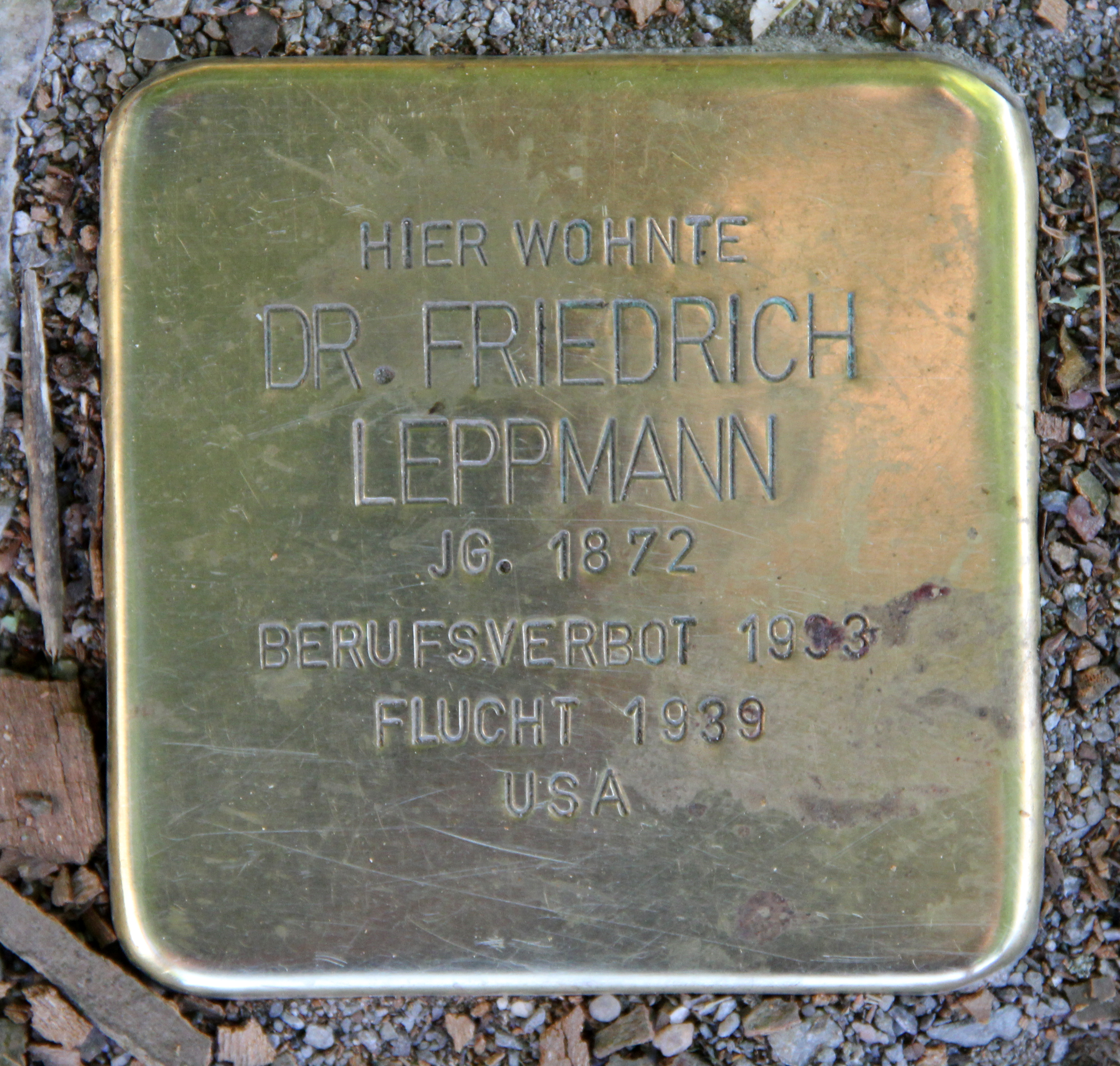
Stolperstein am Haus, Siegmunds Hof 1, in Berlin-Hansaviertel

## Leben
Die Leppmanns waren ursprünglich eine jüdische Bäckerfamilie im oberschlesischen Peiskretscham. Friedrichs Vater Heinrich Leppmann (1820–1899) brachte es bereits zum Sanitätsrat und Kreiswundarzt. Friedrich Leppmann studierte Medizin an der Universität Breslau, wo er 1895 auch promovierte. 1895/96 wurde er Assistent bei Emanuel Mendel in dessen Privatanstalt in Berlin-Pankow. Anschließend arbeitete er am Evangelischen Krankenhaus Düsseldorf und ließ sich dort 1898 als Arzt nieder. 1900 trat er eine Stelle als II. Arzt an der Strafanstalt Moabit in Berlin an, wo sein älterer Bruder Arthur (1854–1921) bereits seit 1889 als I. Arzt tätig war.
Neben seiner Tätigkeit als Gefängnisarzt arbeitete Leppmann vor allem als gerichtlicher Sachverständiger für Psychiatrie, Nervenkrankheiten und Versicherungsfragen. Er veröffentlichte in diversen Fachzeitschriften und gab die Ärztliche Sachverständigen Zeitung heraus.
1898 heiratete er Agnes Schlockow, eine Tochter des Breslauer Gerichtsmediziners Isak Schlockow. Die Leppmanns hatten vier Kinder. Friedrich Leppmann und seine Frau wanderten während des Nationalsozialismus zunächst nach Malmö aus und gelangten Ende 1939 über Russland und Japan in die USA. Während drei ihrer Kinder ebenfalls fliehen konnten, wurde ihr Sohn Wolfgang Leppmann (1902–1943), ein Slawist und Historiker, am 9. Dezember 1942 in Berlin verhaftet, 1943 deportiert und noch im selben Jahr in Auschwitz ermordet.
Am 15. Juni 2018 wurde vor dem ehemaligen Wohnort, Berlin-Hansaviertel, Siegmunds Hof 1, Stolpersteine für die Familie Leppmann verlegt.

## Schriften (Auswahl)
Aufsätze
- Ueber die echten Cysten der Leber. In: Deutsche Zeitschrift für Chirurgie, Bd. 54 (1900), Heft 5, S. 446–467, ISSN 1435-2443, (doi:10.1007/BF02793628).
- Begriff, Bedeutung und Wirkung geistiger Minderwertigkeit bei Strafgefangenen. (Nach einem Vortrag, am 1. Dez. 1903 in der Konferenz der Strafanstalts-etc.-Geistlichen der Provinz Brandenburg zu Berlin gehalten). In: Blätter für Gefängniskunde, Bd. 38 (1904).
- Polyneuritis nach Verletzungen. In: Zeitschrift für die gesamte Neurologie und Psychiatrie, Bd. 49 (1919), Heft 1, S. 198–217, ISSN 0303-4194, (doi:10.1007/BF02901113).
- Zur Begutachtung von Nervenstörungen nach Kohlenoxydvergiftung. In: Deutsche Zeitschrift für die gesamte gerichtliche Medizin, Bd. 12 (1928), Heft 1, S. 121–132, ISSN 0367-0031, (doi:10.1007/BF01749629).
- Essential Differences between Sex Offenders. In: Journal of Criminal Law and Criminology, Bd. 32 (1941), Heft 3, S. 366–380, ISSN 0091-4169.
- Geschlechtlicher Mißbrauch einer geisteskranken Frauensperson (176, 2 StGB). In: Ärztliche Sachverständigen-Zeitung, Bd. 37 (1931), Heft 4.

Monographien
- Experimentelle und klinische Untersuchungen zur Frage der Äthernarkosen; Bd. 1: Das histologische Verhalten der parenchymatösen Organe nach längerer Äthernarkose. Schoetz, Berlin 1895 (zugl. Dissertation, Universität Breslau 1895).
- Der Gefängnisarzt. Leitfaden für Ärzte an Gefängnissen, Zucht- u. Arbeitshäusern. Schoetz, Berlin 1909.
- Die Simulation von Krankheiten und ihre Beurteilung. Thieme, Leipzig 1908 (zusammen mit Arthur Hartmann und Ewald Stier).